# Toledo Royal Knights
I Toledo Royal Knights sono stati una squadra di pallacanestro della ABA 2000, con sede a Toledo, nell'Ohio. Fondati nel 2005 come Toledo Ice, cambiarono denominazione prima della stagione 2006-07, ma fallirono dopo 4 partite.

## Stagioni
| Stagione | Lega     | Denominazione        | V  | P  | %    | Piazzamento | Play-off    |
| -------- | -------- | -------------------- | -- | -- | ---- | ----------- | ----------- |
| 2005-06  | ABA 2000 | Toledo Ice           | 16 | 13 | 55,2 | 3º          | Primo turno |
| 2006-07  | ABA 2000 | Toledo Royal Knights | 0  | 4  | 0,0  | -           | -           |